# 大極司
大極 司（だいごく つかさ、1956年 - ）は、日本の実業家。

## 略歴
1956年東京都出身。千葉大学を卒業後、1980年に日産自動車へ入社。当初から輸出業務に携わり、1989年に欧州日産（オランダ）、1999年にルノー本社へアライアンス初期の人材交流プログラムでマーケティングダイレクターとして赴任。2001年にはスペイン日産。2009年、日産トレーディング株式会社ルノー・ジャポンCOOに就任。2012年、ルノー・ジャポンとして独立、代表取締役社長に就任。
2022年7月1日より後任に小川隼平を据える人事を発表し、同年6月30日をもって退職。2024年6月28日、小川の任期満了により、ルノー・ジャポンCEOに再び就任。

## メディア
- 『ザ・トップビジョン ～未来を切り開くリーダーシップ』（BS朝日、2014年7月27日（日）11:00～11:30「ルノー・ジャポン株式会社代表取締役社長大極司」[2]。